# ASV Rimpar
Der Allgemeine Sportverein Rimpar 1894 ist ein deutscher Sportverein aus dem unterfränkischen Rimpar.

## Geschichte
Im Juli 1894 gründete sich der Turnverein Rimpar. Dieser schloss sich 1927 mit dem 1919 gegründeten FC Rimpar zum Turn- und Sportverein Rimpar zusammen. Ein erster Erfolg war mit dem Gewinn der Bezirksmeisterschaft 1932 zu verzeichnen. Nachdem der Zweite Weltkrieg das Vereinsleben zum Erliegen gebracht hatte, gründete sich der Verein im Januar 1946 als ASV Rimpar neu.
1961 stieg der ASV Rimpar in die Amateurliga Bayern auf, beendete die Spielzeit in der seinerzeit dritthöchsten Spielklasse in der Nordstaffel jedoch auf einem Abstiegsplatz. Aufgrund einer Neustrukturierung wegen der Zusammenfassung der Liga zu einer Staffel, die sich auch auf die darunterliegenden Spielniveaus erstreckte, wurde der Klub 1963 in die Fünftklassigkeit zurückgestuft. Erst 1984 gelang die Rückkehr in die viertklassige Landesliga Bayern, in der sich die Mannschaft bis 1987 hielt. Nach erneuter Rückstufung der Ligen trat der Klub ab den 2000er Jahren erneut mehrfach in der Landesliga an, 2012 verpasste die Mannschaft erst in der Aufstiegsrunde die Rückkehr in die mittlerweile als Bayernliga ausgetragene Amateurliga.